# Tim Story
Timothy Kevin Story (Los Angeles, 13 de março de 1970) é um cineasta afro-americano que ficou famoso após adaptar Quarteto Fantástico para o cinema. Foi também o diretor de Taxi (2004).

## Filmografia
- Ride Along (2014)
- Think Like a Man (2012)
- Hurricane Season (2010)
- First Sunday (2008) - Produtor
- Quarteto Fantástico e o Surfista Prateado (2007)
- Quarteto Fantástico (2005)
- Taxi (2004)
- Barbershop (2002)
- The Firing Squad (1997)